# Pseudotinea volcanicus
Pseudotinea volcanicus is een vlindersoort uit de familie van de prachtvlinders (Riodinidae), onderfamilie Riodininae.
Pseudotinea volcanicus werd in 1997 beschreven door Callaghan & Salazar.